# Eubrochoneura
Eubrochoneura is een geslacht van vlinders van de familie bladrollers (Tortricidae), uit de onderfamilie Olethreutinae.

## Soorten
- E. altissima Kawabe, 1978
- E. aversa Diakonoff, 1973
- E. parasema (Meyrick, 1911)